# Kyoto (Tangerine Dream)
Kyoto is een studioalbum van Tangerine Dream of in dit geval beter twee leden van die muziekgroep, Edgar Froese en Johannes Schmoelling. Voor de Japanse tournee van 1983 schreven beide muziek en namen alvast wat muziek op om later met de gehele band uit te voeren en verder op te nemen om tot een compleet album te komen. Echter er heerste (weer eens) een meningsverschil in de band en het album is er nooit gekomen. Toen TD in rustiger vaarwater terechtkwam 22 jaar later besloten de twee het album dan maar zelf af te maken. In de geluidsstudios van Schmoelling Riet Studio te Berlijn en Eastgate Studio in Wenen van Froese werden de oude geluidsbanden bij elkaar gezocht en omgevormd tot Kyoto. De muziek klinkt daarbij (dus) wat dun ten opzichte van andere albums van de band in het jaar 2005 en ook de stijl verschilt behoorlijk.
In 2009 kwam een heruitgave op de markt.

## Musici
- Edgar Froese, Johannes Schmoelling – synthesizers, elektronica

## Muziek
Alle van Froese, Schmoelling

| Nr. | Titel               | Duur |
| --- | ------------------- | ---- |
| 1.  | Streets of Kyoto    | 7:26 |
| 2.  | Industrial life     | 5:54 |
| 3.  | Chilly moons        | 8:55 |
| 4.  | Lizard lounge       | 4:22 |
| 5.  | Cherry blossom road | 5:59 |
| 6.  | Tamago Yaki         | 7:48 |
| 7.  | Craving for silence | 6:13 |
| 8.  | Mad Sumo Yamoto     | 3:19 |
| 9.  | Kyoto sunrise       | 4:00 |
| 10. | Last train to Osaka | 3:44 |
| 11. | Shogun’s prayer     | 7:25 |